# Lude Krawe
Lude Krawe su srpska muzička pank rok grupa osnovana 1996. godine u Bačkom Petrovcu, koja svoj muzički izraz bazira na brzom i melodičnom zvuku tzv. kalifornijskom zvuku. Prvi album su snimili 1998. godine.

## Istorija
Priča Ludih Krawa počinje davne 1996. godine. Tada, u Petrovac sveže doseljeni Dawid, upoznaje Jara i pada dogovor da će kad - tad napraviti bend. Prvog aprila iste godine svoj zli plan sprovode u delo. Prva postava Krawa bila je: Jaroslav, Dawid, Kibi, Lemi i Pedja. Nedugo zatim, u bend dolazi Zare umesto Lemija i bend ulazi u studio, gde snima svoj prvi album “Može tako” za ITMM. Dve godine kasnije, u bend dolazi i Kocko na mesto drugog gitariste. Momci ubrzo shvataju da novi član ima talenta i za pevanje, te u studiju snima većinu vokala. Taj nikad objavljeni album nosio je naziv “Pu(n)ktreger”. Godine 2000. Dawid odlazi u vojsku, a u bendu ga menja Zdeno, koji snima pet pesama u Studiju M kod legendarnog Jana Sasa. Po Dawidovom povratku iz vojske, snimljeno je još osam pesama koje su, zajedno sa prethodnih pet, objavljene na albumu “A?”. Podeljeno je više od 400 komada, a prodato je čak tri! Posle toga, Lude Krawe dosnimavaju još šest pesama i izdaju demo kompilaciju “Minuti kao sati”. Taj album je stalno proširivan novim demo pesmama, koje je bend snimao u kućnoj produkciji.
Konačno, 2005. godine Krawe u studiju provode dva meseca i snimaju album “Slika rodnog kraja”, koji se posle mukotrpnih priprema pojavio 2007.godine. Bend konačno izlazi iz lokalnih okvira, pa pored brutalnih svirki u Bačkom Petrovcu, Kulpinu, Baču, Selenči, Kisaču, Pivnicama i Padini, podjednako uspešno nastupa i u Subotici, Beogradu, Splitu, Osijeku, Novom Sadu, Somboru i brojnim drugim gradovima po ex-yu teritoriji. “Slika rodnog kraja” donela je i neke od najvećih koncertnih favorita kao što su “Status Quo”, “Naš svet”, “Vojnička” ili “Radiopasivan”, bez kojih ne može da prodje ni jedna ozbiljnija šutka na koncertu Krawa. 
U razmaku izmedju tog albuma i “Agropunka” čije je snimanje krenulo 2009.godine, Lude Krawe su na opšte zaprepasćenje objavile i album obrada “Sve tuđe” na kome se nalazi 16 kompozicija vrlo različitih izvođača, od Riblje Čorbe i Dade Topića, do Vještica i Parnog Valjka. Svoju želju da budu moderni su, međutim, veoma brzo zaboravili, a uspomena na taj album ostala je samo u poučnom tekstu Zlog Hadže, objavljenom na portalu Groupie.hr. 
Kao što je već rečeno, 2009. godine počelo je snimanje albuma “Agropunk” koje je takodje zabeleženo u dokumentarcu “Rikording Agropunk”. Album se kao samostalno izdanje pojavio godinu dana kasnije i doneo je bendu, neke od najvećih hitova u karijeri, kao što su “Panika”, “Petar Pan”, “Gde su sad” i “U retrovizoru”. Lude Krawe su počele da snimaju i spotove koje su televizijske stanice želele da emituju više od jedanput, pa su tako neki od ovih spotova bili sasvim lepo prihvaćeni u nekim emisijama na nekim tv stanicama... 
Bend je još više proširio svoje koncertno delovanje van granica Srbije i stekao verne fanove u Brčkom, Orahovici, Koprivnici, Virovitici, Nikšiću, ali i učvrstio pozicije u Kragujevcu, Valjevu, Novom Sadu, Subotici i brojnim drugim gradovima. Tokom 2010. i 2011.godine Krawe su svirale i u “pravom” inostranstvu, u Nitri (Slovačka), Kijevu (Ukrajina) i mestu Baia Mare (Rumunija).
Već navedena želja članova benda da budu moderni i u korak sa vremenom, te da prevazidju formu albuma i ponude neki novi vid promocije svoje muzike, ponovo se javila kroz EP izdanje “Reinkarnacija”, koje se krajem 2011.godine pojavilo na online etiketi muzičkog magazina Nocturne. Ovaj EP donosi šest novih pesama, koje odmah nalaze svoje mesto na set listi i u srcima fanova, a Lude Krawe početkom proleća kreću na novu promotivnu turneju, koja je startovala na domaćem terenu u Bačkom Petrovcu, a nastavljena koncertima u Zagrebu, Novom Sadu, Osijeku, Zemunu, Požarevcu, Pančevu.

## Prestanak s radom
Članovi benda odlučili su da se raziđu posle 18 godina nastupa 30. avgusta 2014. godine, oproštajnim koncertom gde je i sve počelo u Bačkom Petrovcu.
Na oproštajan koncert došli su i mnogobrojni fanovi iz Hrvatske, i članovi grupe Ateist rep. Povodom njihovog dolaska odsvirali su i pesmu od kolega iz hrvatske pank grupe Hladno Pivo.

## Diskografija
Lude Krawe su do 2014. objavili:
| Ime albuma         | Omot albuma | Datum | Snimano u           | Izdavac                |
| ------------------ | ----------- | ----- | ------------------- | ---------------------- |
| Može tako?         |             | 1998  | Studio M            | ITMM                   |
| Slika Rodnog Kraja |             | 2005  | Studio M            | New age family records |
| Sve tudje          |             | 2007  | Headroom Production | -                      |
| Agropunk           |             | 2009  | Headroom Production | -                      |
| Reinkarnacija EP   |             | 2011  | Headroom Production | -                      |
| Svetla Cirkusa     |             | 2014  | Headroom Production | -                      |

## Literatura
- Hlas Ľudu, Ročník 69, číslo 31/4502/-4.08.2012- Noví Sad

## Spoljašnje veze
- oficialni sajt
- Download album